# レアル・ベティス
レアル・ベティス・バロンピエ（スペイン語: Real Betis Balompié）は、アンダルシア州セビリアに本拠地を置くスペインのサッカークラブ。2015-16シーズンからは、ラリーガに所属している。
エスタディオ・ベニート・ビジャマリンをホームスタジアムとして使用している。1907年9月12日に創設され、1934-35シーズンにクラブ史上唯一のプリメーラ・ディビシオン（1部）制覇を成し遂げた。コパ・デル・レイでは2度、1976-77シーズンと2004-05シーズンに優勝している。昇降格を繰り返すが人気が衰えないベティスを表すフレーズに、「ベティス万歳、たとえ敗れようとも!」(¡Viva el Betis manque pierda!) というものがある。
クラブ名のベティスは、ローマ帝国時代の属州名ヒスパーニア・バエティカに由来する。バエティカはセビージャ市内を流れるグアダルキビル川を指し、範囲は現在のアンダルシア州に相当する。ベティスのサポーターはベティコス (béticos) と呼ばれ、歴史的背景から労働者階級層に強い支持基盤を持つとされる。同じセビージャを本拠地とし、富裕層を中心にファンが多いとされるセビージャFCとの試合はセビージャ・ダービーとして盛り上がる。

## 歴史

### 創設期
1905年にはライバルのセビージャFCが公式に創設された。2年後の1907年9月、セビージャ市内2番目のクラブとして、地元の工芸学校の学生によってセビージャ・バロンピエ (Sevilla Balompié) が創設された。バロンピエとは一般的に使用されるフトボル (futbol) と同じく、スペイン語でサッカーの意味である。バロンピエが公式に認可されたのは2年後の1909年であるが、クラブは設立年を1907年としている。また、1909年にはセビージャFCで内部分裂が起こり、離反した役員たちによってベティスFC (Betis Foot-ball Club) が設立された。当時のセビージャFCは労働者階級出身の選手との契約を拒んでおり、これに批判的な一派が旗揚げしたのがベティスFCだった。1914年、ベティスFCとセビージャ・バロンピエが合併し、アルフォンソ13世の庇護を受けて「レアル (王室の意味) 」が冠された結果、レアル・ベティス・バロンピエ (Real Betis Balompié) が誕生した。ファンはクラブをバロンピエと呼び続け、ファン自身はロス・バロンペディスタス (Los Balompedistas) という愛称で知られた。1930年代、ベティスとその形容詞的な用法であるベティコ (Beticos) がクラブやファンを語る際の一般的な用語となった。

### 1930年代の黄金期と衰退

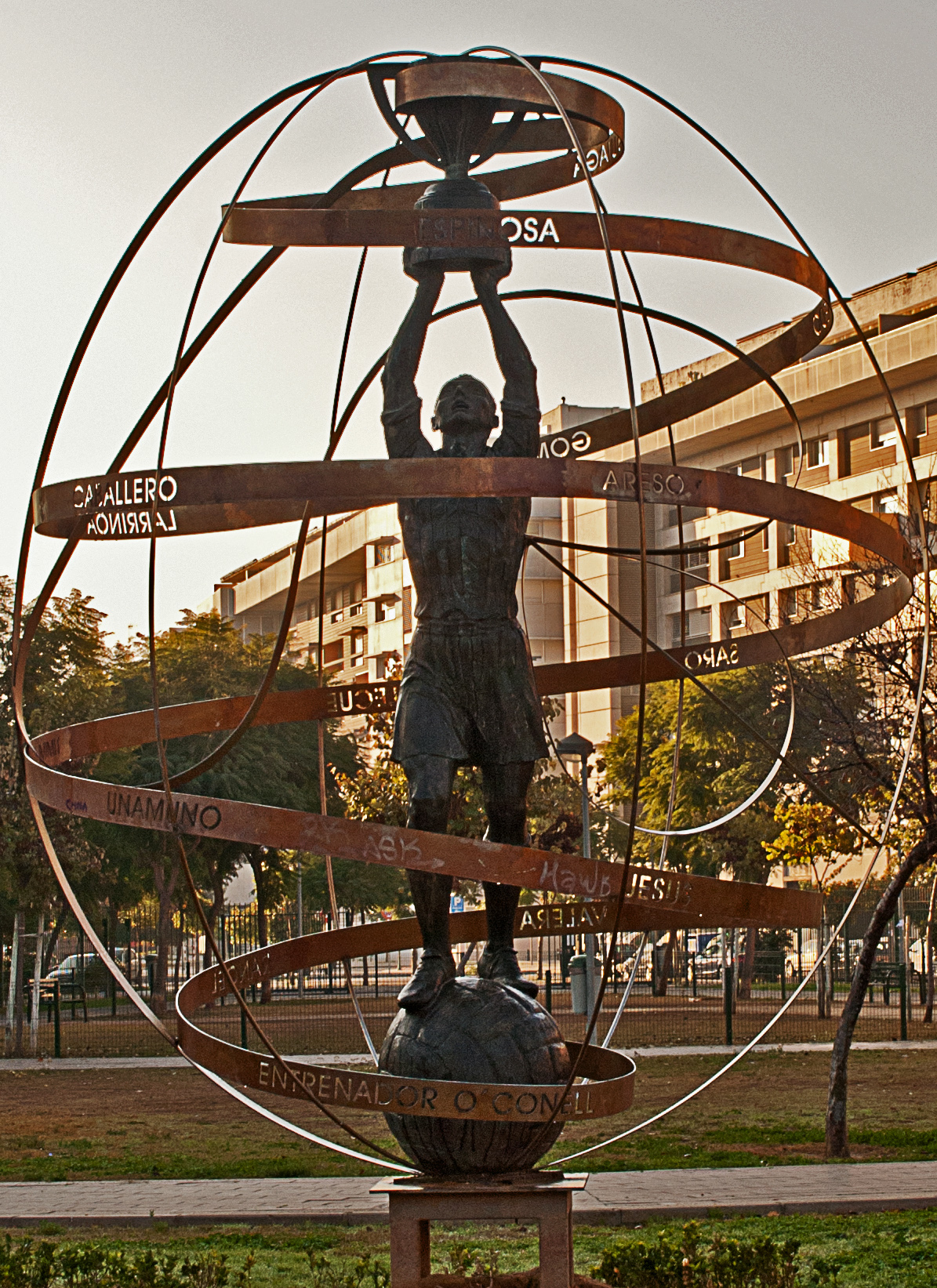
1934-35シーズンのリーグ優勝記念碑

1931年から1939年まではスペインで第二共和政が成立し、ベティスとレアル・マドリードはクラブ名から「レアル」の文字を取り除いた。スペイン内戦後に再びレアル・ベティス・バロンピエに戻るまで、ベティスは単にベティス・バロンピエ (Betis Balompié) と呼ばれた。1931-32シーズン、ベティスはクラブ創設25周年を初のセグンダ・ディビシオン（2部）優勝で祝い、アンダルシア州のクラブとして初めてプリメーラ・ディビシオン（1部）に参戦した。1934-35シーズン（1934–35 La Liga）にはパトリック・オコネル監督に導かれ、15勝4分3敗、勝点34の成績でクラブ初の（そして唯一の）リーグ優勝を果たした。2位は16勝1分5敗、勝点33のレアル・マドリードで、勝点わずか1差だった。FCバルセロナ、アスレティック・ビルバオ、レアル・マドリードに次ぐ4つ目の優勝クラブであった。しかし、翌1935-36シーズンは7位に終わった。これは、貧弱な財政状況に悩まされたことや、内戦への突入によって優勝メンバーの離脱が進んだためである。1936年から1939年までは内戦のためリーグ戦自体が開催されず、内戦終結後の1939-40シーズンに復活したが、このシーズン11位に終わり再びセグンダ・ディビシオン降格となった。

### 1940-50年代の暗黒期
1942-43シーズンには再びプリメーラ・ディビシオンに参戦したが、1シーズン限りでセグンダ・ディビシオン降格となった。その後のベティスは衰退を続け、1946-47シーズンにはテルセーラ・ディビシオン（当時3部相当）降格となった。ベティスがテルセーラ・ディビシオンで過ごした10年間は、クラブの独自性と本質を定めた鍵となる期間であったとみなすファンが多く、スペイン中から共感を得た。この期間には満員のスタジアムが好評を博し、アウェー試合でも見られた激しい応援は（ユニフォームカラ―から）「緑の行進 (Green March) 」として知られた。1953-54シーズンにテルセーラ・ディビシオンで優勝してセグンダ・ディビシオンに復帰し、プリメーラ・ディビシオン（1部）、セグンダ・ディビシオン（2部）、テルセーラ・ディビシオン（当時3部相当）の3カテゴリー全てで優勝経験があるスペイン唯一のクラブとなった。この暗黒期にベティスが多大な名声を得たことや、セグンダ・ディビシオン返り咲きを果たせたのは、マヌエル・ルイス・ロドリゲス会長の功労である。

### ビジャマリン会長時代の繁栄

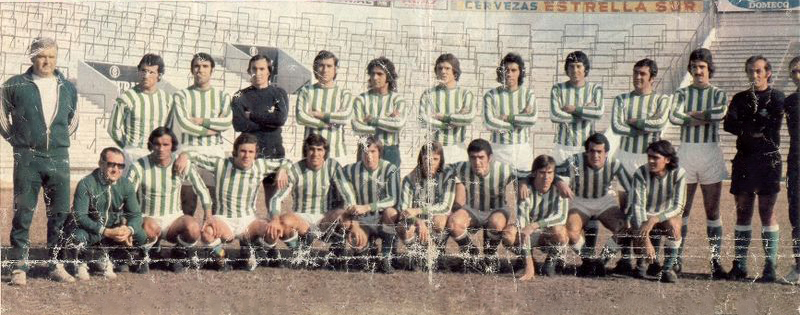
1974-75シーズン

1955年、ロドリゲス会長はいっそうの経営的な成長を望めないとしてベティスの経営職を辞した。ロドリゲスの後任には、後に最も有名な会長として語り継がれるベニート・ビジャマリンが就任。ビジャマリンの在任中の1958年にプリメーラ・ディビシオンに返り咲き、1963-64シーズンには過去最高位の3位となった。1961年のエスタディオ・エリオポリス購入がクラブの歴史のターニングポイントとなり、エリオポリスは1997年までエスタディオ・ベニート・ビジャマリンと呼ばれた。後にスペイン代表として16試合に出場する期待の星ルイス・デル・ソルを世に出したのはビジャマリンの功績であるが、やがてデル・ソルを売却して不評を買った。彼は1965年まで10年間会長職にあったが、1966年に癌のために死去した。ビジャマリンがクラブを去ってからわずか1年後、ベティスは再びセグンダ・ディビシオンに降格し、1970年代後半にトップディビジョンでの地位を固めるまでは、昇格と降格を繰り返した。

### コパ・デル・レイ初優勝と欧州カップ戦での成功
1977年6月25日、エスタディオ・ビセンテ・カルデロンで行われたコパ・デル・レイ決勝でアスレティック・ビルバオを破って初優勝を果たした。試合は2-2の引き分けでPK戦に突入し、両チーム合わせて21人がPKを蹴った末にPK戦8-7でベティスが勝利した。リーグ戦でも5位となり、充実したシーズンを過ごした。1977-78シーズンはUEFAカップウィナーズカップに出場し、1回戦でACミラン（イタリア）を破り、2回戦で1.FCロコモチフ・ライプツィヒ（東ドイツ）を破ったが、準々決勝でFCディナモ・モスクワ（ソビエト連邦）に敗れた。欧州カップ戦では全般的に良好な成績を挙げていたが、国内リーグ戦では1977-78シーズン終了後にセグンダ・ディビシオン降格となった。しかし、1シーズンでトップリーグに復帰し、その後は申し分ない期間を過ごした。続く3シーズンはいずれも6位以内で終え、1981-82シーズンと1983-84シーズンにはUEFAカップ出場権を獲得。1982-83シーズンの同大会では準優勝したSLベンフィカ（ポルトガル）に1回戦で敗れ、1984-85シーズンの同大会ではやはり1回戦でFCウニヴェルシタテア・クラヨーヴァ（ルーマニア）に敗れた。スペインで開催された1982 FIFAワールドカップでは、2試合がベニート・ビジャマリンで開催された。また、UEFA欧州選手権1984予選のスペイン代表対マルタ代表戦も当地で開催され、歴史的な12-1というスコアが生まれた。1985-86シーズンにはコパ・デル・レイで決勝に進出したが、バルセロナに敗れて準優勝に終わった。

### 財政難とデ・ロペーラ会長
1980年代後半から1990年代前半のベティスは再びエレベータークラブ化し、ほとんど毎シーズン、プリメーラ・ディビシオン昇格とセグンダ・ディビシオン降格を繰り返した。1992年にはリーガ・エスパニョーラに新ルールと新レギュレーションが導入され、セグンダ・ディビシオンに所属していたにも関わらず、他クラブのおよそ2倍の12億ペセタの資金を必要とした。ファンたちはわずか3ヶ月で、プリメーラ・ディビシオンのクラブの60～100%に等しい4億ペセタを調達し、さらにマヌエル・ルイス・デ・ロペーラ副会長は、彼自身が大株主になることでクラブに経済的な保証を与え、チームはかろうじて降格を回避した。

### フェレール監督の下での成功とその後
その後も3シーズンをセグンダ・ディビシオンで過ごし、ロレンソ・セラ・フェレール監督に率いられた1993-94シーズン終了後にプリメーラ・ディビシオンに復帰した。1994-95シーズンは昇格組ながら3位となり、翌シーズンのUEFAカップの出場権を獲得した。UEFAカップではフェネルバフチェSK（トルコ）に2試合合計4-1、1.FCカイザースラウテルン（ドイツ）に2試合合計4-1で勝利したが、準優勝したFCジロンダン・ボルドー（フランス）に2試合合計2-3で敗れた。コパ・デル・レイ初優勝から20年後の1996-97シーズンには、優勝以来初めて決勝に進出した。決勝は20年前と同じくマドリードで行われたが、今回はビセンテ・カルデロンではなくエスタディオ・サンティアゴ・ベルナベウで行われた。バルセロナとの試合は延長戦にもつれ込んだが、結局2-3で敗れて準優勝に終わった。1997年夏、偶然にもフェレール監督はバルセロナ監督に就任し、後任監督には選手としてベティスでプレーした経験があるルイス・アラゴネスが就任した。アラゴネス監督は結局1997-98シーズンを指揮しただけでチームを去ったが、リーグ戦では8位となり、UEFAカップウィナーズカップではベスト8となった。準々決勝まで勝ち進んだが、チェルシーFC（イングランド）に2試合合計2-5で敗れた。
1998年にはハビエル・クレメンテ監督が就任したが、ファンと口論になった際にアンダルシアのことを「異国」とほのめかしたことで論争を呼んだ。1998-99シーズンは順位表を滑り落ちて11位となり、UEFAカップでは3回戦でボローニャFC（イタリア）に敗れた。続く2シーズンは何人もの監督が指揮を執り、いったんはセグンダ・ディビシオンに降格したが1シーズンで再び昇格を果たした。昇格1年目の2001-02シーズンにはフアンデ・ラモス監督の下で落ち着きを取り戻し、6位でシーズンを終えた。ラモス監督は1年でチームを去り、かつてレアル・サラゴサでUEFAカップウィナーズカップを勝ち取ったビクトル・フェルナンデス監督が就任した。フェルナンデス監督が指揮した2シーズンの成績は、2002-03シーズンのリーグ戦では8位、2003-04シーズンのリーグ戦では9位であり、前者のシーズンに出場したUEFAカップでは3回戦でAJオセール（フランス）に2試合合計1-2で敗れた。2004年には再びフェレール監督が就任し、2004-05シーズンはチームを4位に導いた。同シーズンのコパ・デル・レイでは決勝に進出し、ビセンテ・カルデロンで行われたCAオサスナとの決勝は延長にもつれ込んだが、下部組織出身のダニの決勝点で2-1と勝利し、28シーズンぶり2回目の優勝を果たした。2005-06シーズンにはアンダルシア州に本拠地を置くクラブとして初めてUEFAチャンピオンズリーグに出場し、予選でASモナコ（モナコ）を2試合合計3-2で破って本選グループリーグに出場した。グループリーグではホームでチェルシーから勝利を挙げたが、結局グループ3位となってUEFAカップに回った。UEFAカップではラウンド16でFCステアウア・ブカレスト（ルーマニア）に2試合合計0-3で敗れた。

### 創立100周年
ベティスは2007年に創立100周年を迎えた。同年8月9日、2006-07シーズンのUEFAチャンピオンズリーグを制したACミランを迎えて100周年記念試合が行われ、後半開始早々のマルク・ゴンサレスの得点によってホストチームが1-0で勝利した。その後すぐに、カディスで行われたラモン・デ・カランサ杯に臨み、準決勝ではレアル・マドリードを、決勝ではサラゴサを破って優勝した。選手もコーチングスタッフにも大きな変化があり、8人の選手と契約して14人の選手が旅立った。記念年の前後に当たった2006-07シーズンと2007-08シーズンは4人の監督がベティスを指揮した。後者のシーズンには平均観客数でヨーロッパ第37位のクラブと認められた。

### セグンダ降格
2008年夏にはアチーレ・エマナやメフメト・アウレリオを獲得して中盤の構成力を大きく上げ、スペイン代表としてUEFA EURO 2008に出場したセルヒオ・ガルシアを移籍期間終了直前に獲得して前線の選手層に厚みを加えた。ところが開幕から6戦勝ち星なしと苦戦。その後10月～11月は5勝2敗と幾分持ち直したが12月は1分け2敗と1勝もできなかった。冬の移籍期間にリカルド・オリヴェイラを獲得。その後、セビージャとのダービーに敵地で勝利したり、2月14日にホームで行われたバルセロナ戦に引き分けるなど健闘したが、レアル・マドリードとのサンティアゴ・ベルナベウでのアウェー戦の6失点や3月の全4試合引き分けと4月下旬から5月上旬の4連敗が大きく響いて、最終節に同じく残留を争っていたレアル・バリャドリードとのホームゲームでスコアレスドローに終わり、勝利したCAオサスナとスポルティング・デ・ヒホンに抜かれ残留圏内の16位から降格圏内の18位に転落。同じく引き分けたヘタフェCFと勝ち点42で並んだものの、得失点差でわずかに1点（ヘタフェ-6、ベティス-7）及ばず、2000-01シーズン以来9季ぶりとなるセグンダ・ディビシオン降格が決定した。シーズン中に投じた移籍金は3600万ユーロ（約50億円）に上った。
2009年6月15日、ラファエル・ゴルディージョ、デル・ソル、イポリト・リンコン、フリオ・カルデニョーサなどクラブの象徴的存在を含むベティコたちは、クラブの株式の54%を所有するオーナーのデ・ロペーラにクラブを売却させるために、セビージャ市内で「15-J Yo Voy Betis」をスローガンとして抗議デモを行った。この抗議運動にもかかわらず、2009-10シーズン中にはクラブ上層部の構成に変化はなかった。2009-10シーズンは1年でプリメーラ・ディビシオンに返り咲くべく戦力の維持に努め、プリメーラに旋風を巻き起こして8位に躍進したマラガCFのアントニオ・タピア監督を引き抜いた。しかし、成績が振るわずタピアは解任。2010年1月、フェルナンデス監督が6年ぶりに復帰すると、ここから巻き返しを見せて、2位のエルクレスCF・3位のレバンテUDと勝ち点71で並んだが、直接対決の成績で4位に終わり、昇格を果たせなかった。シーズン終了後にはフェルナンデス監督との契約を打ち切り、ラージョ・バジェカーノの監督を解任されたペペ・メルを招聘した。

### デ・ロペーラの裁判沙汰とクラブ売却

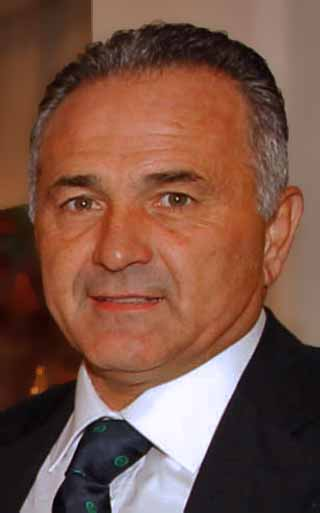
ベティスの選手であり会長であったラファエル・ゴルディージョ

セビージャのメルセデス・アラージャ裁判官は、デ・ロペーラが所有する会社とベティスとの繋がりを調査し、正式にデ・ロペーラを詐欺行為で告発した。予備訴訟開始の一週間前の2010年7月7日、デ・ロペーラは所有する株式（株式総額の51%）のうちの94%を、ルイス・オリーベルが代表を務めるビットン・スポルトに売却した。売却価格は1600万ユーロと意外なほど低く、これによってデ・ロペーラは一般株主にすぎなくなった。オリーベルはすでに、破産の縁にあるカルタヘナFCとヘレスCDの2つのクラブを所有していると報道されていたが、売却前にアジャラがデ・ロペラ所有の株式を凍結することが公式に承認された。手付金が100万ユーロに減額されたにもかかわらず、オリーベルはすぐさま第三者から多額の記名株式を購入した。オリーベルは取締役会（すべてデ・ロペラ派）の投票により経営陣に加えられ、クラブ経営への参加が認められた。これに際して、裁判官はゴルディージョを指名し、デ・ロペーラの株式を管理し、デ・ロペーラがもはやクラブ運営に携わっていないことを保証する仕事、また判決が経営陣個人の利益ではなくクラブの利益となるようにする仕事にあたらせた。ゴルディージョはかつてベティスで長らくプレーし、レアル・マドリードとスペイン代表でもレジェンドとして大いに尊敬されていた。

### プリメーラ復帰
引き続き指揮を執ったメル監督の下、2011-12シーズンは開幕から4連勝を記録し、2001年10月以来10年ぶりに首位に立った。しかし、その後は10試合で勝ち点1と絶不調に陥った。調子の波こそ大きかったものの、前シーズンにセグンダで27得点を挙げたルベン・カストロがスペイン人3位の16得点を挙げ、13位でプリメーラ残留を果たした。
2013-14シーズン
開幕から一向に調子が上がらず、6勝7分25敗で勝ち点は25、得失点差-42の圧倒的最下位でセグンダへ降格となった。
2014-15シーズン
セグンダで優勝を果たし、1シーズンでの昇格を達成する。
2015-16シーズン
シーズン開幕後の2015年8月31日、下部組織出身であり、クラブ史上初のUEFAチャンピオンズリーグ出場メンバーでもあるホアキン・サンチェスの獲得を発表した。昇格初年度は、第3節以降1度も降格圏に落ちることなく、10位での残留を果たす。
2016-17シーズン
大きな戦力の上積みはなかったが、シーズン終了後にレアル・マドリードへ移籍することになるダニ・セバージョスら、若手の台頭が見られた。開幕の敗戦で1節のみ最下位になるが、2節以降は一度も降格圏に沈むことなくシーズンを終える。しかし、順位は15位と大幅に下げてしまった。
2017-18シーズン
リーガ通算210試合以上に出場し、120以上の得点を記録していたルベン・カストロが貴州智誠に移籍(レンタル)し、UEFA U-21欧州選手権でMVPに輝いたダニ・セバージョスがレアル・マドリードに移籍した。
2018-19シーズン
2018年7月13日、日本代表の乾貴士と契約したことが発表された。

## タイトル

### 国内タイトル
公式タイトル
- プリメーラ・ディビシオン：1回
  - 1934-35
- セグンダ・ディビシオン：7回
  - 1931-32, 1941-42, 1957-58, 1970-71, 1973-74, 2010-11, 2014-15
- テルセーラ・ディビシオン：1回
  - 1953-54
- コパ・デル・レイ：3回
  - 1976–77, 2004–05, 2021–22

親善大会
- ラモン・デ・カランサ杯：5回
  - 1964, 1999, 2000, 2001, 2007

## 過去の成績
| シーズン | リーグ戦     | リーグ戦 | リーグ戦 | リーグ戦 | リーグ戦 | リーグ戦 | リーグ戦 | リーグ戦 | リーグ戦 | 国王杯       | 欧州カップ / その他         | 欧州カップ / その他  | 最多得点者                       | 最多得点者 |
| シーズン | ディビジョン | 試       | 勝       | 分       | 敗       | 得       | 失       | 点       | 順位     | 国王杯       | 欧州カップ / その他         | 欧州カップ / その他  | 選手                             | 得点       |
| -------- | ------------ | -------- | -------- | -------- | -------- | -------- | -------- | -------- | -------- | ------------ | --------------------------- | -------------------- | -------------------------------- | ---------- |
| 1990-91  | プリメーラ   | 38       | 6        | 13       | 19       | 65       | 75       | 25       | 20位     | ベスト16     |                             |                      | ペペ・メル                       | 14         |
| 1991-92  | セグンダ     | 38       | 18       | 10       | 10       | 54       | 43       | 46       | 4位      | ベスト16     |                             |                      | ペペ・メル                       | 11         |
| 1992-93  | セグンダ     | 38       | 16       | 11       | 11       | 49       | 33       | 43       | 5位      | 1回戦敗退    |                             |                      | アンヘル・クエジャル             | 7          |
| 1993-94  | セグンダ     | 38       | 22       | 7        | 9        | 66       | 38       | 51       | 2位      | 準決勝敗退   |                             |                      | ダニエル・トリベル・アキーノ     | 26         |
| 1994-95  | プリメーラ   | 38       | 15       | 16       | 7        | 46       | 25       | 46       | 3位      | ベスト16     |                             |                      | アンヘル・クエジャル             | 14         |
| 1995-96  | プリメーラ   | 42       | 16       | 14       | 12       | 61       | 54       | 62       | 8位      | ベスト16     | UEFAカップ                  | 3回戦敗退            | ピエール・ルイージ・チェルビーノ | 14         |
| 1996-97  | プリメーラ   | 42       | 21       | 14       | 7        | 81       | 46       | 77       | 4位      | 準優勝       |                             |                      | アルフォンソ・ペレス             | 26         |
| 1997-98  | プリメーラ   | 38       | 17       | 8        | 13       | 49       | 50       | 59       | 8位      | 準々決勝敗退 | UEFAカップ ウィナーズカップ | 準々決勝敗退         | アルフォンソ・ペレス             | 10         |
| 1998-99  | プリメーラ   | 38       | 14       | 7        | 17       | 47       | 58       | 49       | 11位     | ベスト16     | UEFAカップ                  | 3回戦敗退            | フィニディ・ジョージ             | 11         |
| 1999-00  | プリメーラ   | 38       | 11       | 9        | 18       | 33       | 56       | 42       | 18位     | 2回戦敗退    |                             |                      | アルフォンソ・ペレス             | 10         |
| 2000-01  | セグンダ     | 42       | 21       | 12       | 9        | 49       | 32       | 75       | 2位      | ベスト64     |                             |                      | ガブリエル・アマト               | 21         |
| 2001-02  | プリメーラ   | 38       | 15       | 14       | 9        | 42       | 34       | 59       | 6位      | ベスト64     |                             |                      | ジョアン・トマス                 | 7          |
| 2002-03  | プリメーラ   | 38       | 14       | 12       | 12       | 56       | 53       | 54       | 8位      | ベスト16     | UEFAカップ                  | 3回戦敗退            | フェルナンド・フェルナンデス     | 15         |
| 2003-04  | プリメーラ   | 38       | 13       | 13       | 12       | 46       | 43       | 52       | 9位      | ベスト16     |                             |                      | マルコス・アスンソン ホアキン    | 7          |
| 2004-05  | プリメーラ   | 38       | 16       | 14       | 8        | 62       | 50       | 62       | 4位      | 優勝         |                             |                      | リカルド・オリヴェイラ           | 22         |
| 2005-06  | プリメーラ   | 38       | 10       | 12       | 16       | 34       | 51       | 42       | 14位     | 準々決勝敗退 | CLUEFAカップスーペルコパ    | GS敗退ベスト16準優勝 | ホベルチ                         | 7          |
| 2006-07  | プリメーラ   | 38       | 8        | 16       | 14       | 36       | 49       | 40       | 16位     | 準々決勝敗退 |                             |                      | ホベルチ                         | 9          |
| 2007-08  | プリメーラ   | 38       | 12       | 11       | 15       | 45       | 51       | 47       | 13位     | ベスト16     |                             |                      | エドゥ                           | 12         |
| 2008-09  | プリメーラ   | 38       | 10       | 12       | 16       | 51       | 58       | 42       | 18位     | 準々決勝敗退 |                             |                      | アチーレ・エマナ                 | 11         |
| 2009-10  | セグンダ     | 42       | 19       | 14       | 9        | 61       | 38       | 71       | 4位      | 2回戦敗退    |                             |                      | セルヒオ・ガルシア               | 12         |
| 2010-11  | セグンダ     | 42       | 25       | 8        | 9        | 85       | 44       | 83       | 1位      | 準々決勝敗退 |                             |                      | ルベン・カストロ                 | 27         |
| 2011-12  | プリメーラ   | 38       | 13       | 8        | 17       | 47       | 56       | 47       | 13位     | ベスト32     |                             |                      | ルベン・カストロ                 | 16         |
| 2012-13  | プリメーラ   | 38       | 16       | 8        | 14       | 57       | 56       | 56       | 7位      | 準々決勝敗退 |                             |                      | ルベン・カストロ                 | 18         |
| 2013-14  | プリメーラ   | 38       | 6        | 7        | 25       | 36       | 78       | 25       | 20位     | ベスト16     | EL                          | ベスト16             | ルベン・カストロ                 | 10         |
| 2014-15  | セグンダ     | 42       | 25       | 9        | 8        | 73       | 40       | 84       | 1位      | ベスト32     |                             |                      | ルベン・カストロ                 | 31         |
| 2015-16  | プリメーラ   | 38       | 11       | 12       | 15       | 34       | 52       | 45       | 10位     | ベスト16     |                             |                      | ルベン・カストロ                 | 19         |
| 2016-17  | プリメーラ   | 38       | 10       | 9        | 19       | 41       | 64       | 39       | 15位     | ベスト32     |                             |                      | ルベン・カストロ                 | 13         |
| 2017-18  | プリメーラ   | 38       | 18       | 6        | 14       | 60       | 61       | 60       | 6位      | ベスト32     |                             |                      | セルヒオ・レオン                 | 13         |
| 2018-19  | プリメーラ   | 38       | 14       | 8        | 16       | 44       | 52       | 50       | 10位     | 準決勝敗退   | EL                          | ベスト32             | ジオヴァニ・ロ・チェルソ         | 9          |
| 2019-20  | プリメーラ   | 38       | 10       | 11       | 17       | 48       | 60       | 41       | 15位     | ベスト32     |                             |                      | ロレン                           | 10         |
| 2020-21  | プリメーラ   | 38       | 17       | 10       | 11       | 50       | 50       | 61       | 6位      | 準々決勝敗退 |                             |                      | ボルハ・イグレシアス             | 11         |
| 2021-22  | プリメーラ   | 38       | 19       | 8        | 11       | 62       | 40       | 65       | 5位      | 優勝         | EL                          | ベスト16             | フアンミ                         | 16         |
| 2022-23  | プリメーラ   | 38       | 17       | 9        | 12       | 46       | 41       | 60       | 6位      | ベスト16     | ELスーペルコパ              | ベスト16準決勝敗退   | ボルハ・イグレシアス             | 15         |
| 2023-24  | プリメーラ   | 38       | 14       | 15       | 9        | 48       | 45       | 57       | 7位      | ベスト32     | ELECL                       | GS敗退プレーオフ敗退 | ウィリアン・ジョゼ               | 14         |
| 2024-25  | プリメーラ   | 38       | 16       | 12       | 10       | 57       | 50       | 60       | 6位      | ベスト16     | ECL                         | 準優勝               | イスコ                           | 12         |
| 2025-26  | プリメーラ   | 38       |          |          |          |          |          |          | 位       |              |                             |                      |                                  |            |

## 欧州の成績
| シーズン | 大会                           | ラウンド               | 対戦相手                         | ホーム | アウェー   | 合計        |  |
| -------- | ------------------------------ | ---------------------- | -------------------------------- | ------ | ---------- | ----------- |  |
| 1977-78  | UEFAカップウィナーズカップ     | 1回戦                  | ミラン                           | 2-0    | 1-2        | 3-2         |  |
| 1977-78  | UEFAカップウィナーズカップ     | 2回戦                  | ロコモティヴ・ライプツィヒ       | 2-1    | 1-1        | 3-2         |  |
| 1977-78  | UEFAカップウィナーズカップ     | 準々決勝               | ディナモ・モスクワ               | 0-0    | 0-3        | 0-3         |  |
| 1982-83  | UEFAカップ                     | 1回戦                  | ベンフィカ                       | 1-2    | 1-2        | 2-4         |  |
| 1984-85  | UEFAカップ                     | 1回戦                  | ウニヴェルシタテア・クラヨーヴァ | 1-0    | 0-1        | 1-1 (3-5 p) |  |
| 1995-96  | UEFAカップ                     | 1回戦                  | フェネルバフチェ                 | 2-0    | 2-1        | 4-1         |  |
| 1995-96  | UEFAカップ                     | 2回戦                  | カイザースラウテルン             | 1-0    | 3-1        | 4-1         |  |
| 1995-96  | UEFAカップ                     | 3回戦                  | ボルドー                         | 2-1    | 0-2        | 2-3         |  |
| 1997-98  | UEFAカップウィナーズカップ     | 1回戦                  | ブダペスト                       | 2-0    | 2-0        | 4-0         |  |
| 1997-98  | UEFAカップウィナーズカップ     | 2回戦                  | コペンハーゲン                   | 2-0    | 1-1        | 3-1         |  |
| 1997-98  | UEFAカップウィナーズカップ     | 準々決勝               | チェルシー                       | 1-2    | 1-3        | 2-5         |  |
| 1998-99  | UEFAカップ                     | 1回戦                  | ヴェイレ                         | 5-0    | 0-1        | 5-1         |  |
| 1998-99  | UEFAカップ                     | 2回戦                  | ヴィレムII                       | 3-0    | 1-1        | 4-1         |  |
| 1998-99  | UEFAカップ                     | 3回戦                  | ボローニャ                       | 1-0    | 1-4        | 2-4         |  |
| 2002-03  | UEFAカップ                     | 1回戦                  | ジンブル・キシナウ               | 2-1    | 2-0        | 4-1         |  |
| 2002-03  | UEFAカップ                     | 2回戦                  | ヴィクトリア・ジシュコフ         | 3-0    | 1-0        | 4-0         |  |
| 2002-03  | UEFAカップ                     | 3回戦                  | オセール                         | 1-0    | 0-2        | 1-2         |  |
| 2005-06  | UEFAチャンピオンズリーグ       | 予選3回戦              | ASモナコ                         | 1-0    | 2-2        | 3-2         |  |
| 2005-06  | UEFAチャンピオンズリーグ       | グループG              | リヴァプール                     | 1-2    | 0-0        | 3位         |  |
| 2005-06  | UEFAチャンピオンズリーグ       | グループG              | アンデルレヒト                   | 0-1    | 1-0        | 3位         |  |
| 2005-06  | UEFAチャンピオンズリーグ       | グループG              | チェルシー                       | 1-0    | 0-4        | 3位         |  |
| 2005-06  | UEFAカップ                     | ラウンド32             | AZ                               | 2-0    | 1-2 (延長) | 3-2         |  |
| 2005-06  | UEFAカップ                     | ラウンド16             | ステアウア・ブカレスト           | 0-3    | 0-0        | 0-3         |  |
| 2013-14  | UEFAヨーロッパリーグ           | プレーオフ             | バウミト・ヤブロネツ             | 6-0    | 2-1        | 8-1         |  |
| 2013-14  | UEFAヨーロッパリーグ           | グループI              | リヨン                           | 0-0    | 0-1        | 2位         |  |
| 2013-14  | UEFAヨーロッパリーグ           | グループI              | ヴィトーリア                     | 1-0    | 1-0        | 2位         |  |
| 2013-14  | UEFAヨーロッパリーグ           | グループI              | リエカ                           | 0-0    | 1-1        | 2位         |  |
| 2013-14  | UEFAヨーロッパリーグ           | ラウンド32             | ルビン・カザン                   | 1-1    | 2-0        | 3-1         |  |
| 2013-14  | UEFAヨーロッパリーグ           | ラウンド16             | セビージャ                       | 0-2    | 2-0        | 2-2 (3-4 p) |  |
| 2018-19  | UEFAヨーロッパリーグ           | グループF              | オリンピアコス                   | 1-0    | 0-0        | 1位         |  |
| 2018-19  | UEFAヨーロッパリーグ           | グループF              | F91デュドランジュ                | 3-0    | 0-0        | 1位         |  |
| 2018-19  | UEFAヨーロッパリーグ           | グループF              | ミラン                           | 1-1    | 2-1        | 1位         |  |
| 2018-19  | UEFAヨーロッパリーグ           | ラウンド32             | レンヌ                           | 1-3    | 3-3        | 4-6         |  |
| 2021-22  | UEFAヨーロッパリーグ           | グループG              | レバークーゼン                   | 1-1    | 0-4        | 2位         |  |
| 2021-22  | UEFAヨーロッパリーグ           | グループG              | セルティック                     | 4-3    | 2-3        | 2位         |  |
| 2021-22  | UEFAヨーロッパリーグ           | グループG              | フェレンツヴァーロシュ           | 2-0    | 3-1        | 2位         |  |
| 2021-22  | UEFAヨーロッパリーグ           | 決勝プレーオフ         | ゼニト                           | 0-0    | 3-2        | 3-2         |  |
| 2021-22  | UEFAヨーロッパリーグ           | ラウンド16             | フランクフルト                   | 1-2    | 1-1 (延長) | 2-3         |  |
| 2022-23  | UEFAヨーロッパリーグ           | グループC              | ヘルシンキ                       | 3-0    | 2-0        | 1位         |  |
| 2022-23  | UEFAヨーロッパリーグ           | グループC              | ルドゴレツ                       | 3-2    | 1-0        | 1位         |  |
| 2022-23  | UEFAヨーロッパリーグ           | グループC              | ローマ                           | 1-1    | 2-1        | 1位         |  |
| 2022-23  | UEFAヨーロッパリーグ           | ラウンド16             | マンチェスター・ユナイテッド     | 0-1    | 1-4        | 1-5         |  |
| 2023-24  | UEFAヨーロッパリーグ           | グループC              | レンジャーズ                     | 2-3    | 0-1        | 3位         |  |
| 2023-24  | UEFAヨーロッパリーグ           | グループC              | スパルタ・プラハ                 | 2-1    | 0-1        | 3位         |  |
| 2023-24  | UEFAヨーロッパリーグ           | グループC              | アリス・リマソール               | 4-1    | 1-0        | 3位         |  |
| 2023-24  | ヨーロッパカンファレンスリーグ | プレーオフ             | ディナモ・ザグレブ               | 0-1    | 1-1        | 1-2         |  |
| 2024-25  | カンファレンスリーグ           | プレーオフ             | クリヴバス・クルィヴィーイ・リフ | 3-0    | 2-0        | 5-0         |  |
| 2024-25  | カンファレンスリーグ           | リーグフェーズ         | レギア・ワルシャワ               | N/A    | 0-1        | 15位        |  |
| 2024-25  | カンファレンスリーグ           | リーグフェーズ         | コペンハーゲン                   | 1-1    | N/A        | 15位        |  |
| 2024-25  | カンファレンスリーグ           | リーグフェーズ         | ツェリェ                         | 2-1    | N/A        | 15位        |  |
| 2024-25  | カンファレンスリーグ           | リーグフェーズ         | ムラダー・ボレスラフ             | N/A    | 1-2        | 15位        |  |
| 2024-25  | カンファレンスリーグ           | リーグフェーズ         | ペトロクブ・フンチェシュティ     | N/A    | 1-0        | 15位        |  |
| 2024-25  | カンファレンスリーグ           | リーグフェーズ         | HJK                              | 1-0    | N/A        | 15位        |  |
| 2024-25  | カンファレンスリーグ           | ノックアウトフェーズPO | ヘント                           | 0-1    | 3-0        | 3-1         |  |
| 2024-25  | カンファレンスリーグ           | ラウンド16             | ヴィトーリアSC                   |        |            |             |  |

## 現所属メンバー
2025年2月27日現在
注：選手の国籍表記はFIFAの定めた代表資格ルールに基づく。
| No. | Pos. |                  | 選手名                        |
| --- | ---- | ---------------- | ----------------------------- |
| 2   | DF   | スペイン         | エクトル・ベジェリン          |
| 3   | DF   | スペイン         | ディエゴ・ジョレンテ          |
| 4   | MF   | アメリカ合衆国   | ジョニー・カルドーゾ ()()     |
| 5   | DF   | スペイン         | マルク・バルトラ              |
| 6   | DF   | ブラジル         | ナタン ★                      |
| 7   | FW   | ブラジル         | アントニー ★                  |
| 9   | FW   | アルゼンチン     | チミー・アビラ ()             |
| 10  | FW   | モロッコ         | アブデ・エザルズリ ()         |
| 11  | FW   | コンゴ民主共和国 | セドリック・バカンブ ()       |
| 12  | DF   | スイス           | リカルド・ロドリゲス ()       |
| 13  | GK   | スペイン         | アドリアン                    |
| 14  | MF   | ポルトガル       | ウィリアム・カルヴァーリョ () |

| No. | Pos. |              | 選手名                      |
| --- | ---- | ------------ | --------------------------- |
| 15  | DF   | フランス     | ロマン・ペロー              |
| 16  | MF   | スペイン     | セルジ・アルティミラ        |
| 18  | MF   | スペイン     | パブロ・フォルナルス        |
| 19  | FW   | コロンビア   | クチョ・エルナンデス ()     |
| 20  | MF   | アルゼンチン | ジオヴァニ・ロ・チェルソ () |
| 21  | MF   | スペイン     | マルク・ロカ                |
| 22  | MF   | スペイン     | イスコ                      |
| 23  | DF   | セネガル     | ユスフ・サバリ ()           |
| 24  | FW   | スペイン     | アイトール・ルイバル        |
| 25  | GK   | スペイン     | フラン・ヴィエイテス        |
| 32  | DF   | セネガル     | ノーベル・メンディ ()       |

※括弧内の国旗はその他の保有国籍を、星印はEU圏外選手を示す。

### リザーブチーム
注：選手の国籍表記はFIFAの定めた代表資格ルールに基づく。
| No. | Pos. |            | 選手名                           |
| --- | ---- | ---------- | -------------------------------- |
| 30  | GK   | スペイン   | ヘルマン・ガルシア               |
| 31  | GK   | ポルトガル | ギリェルメ・フェルナンデス       |
| 33  | DF   | スペイン   | シャビ・プレゲスエロ             |
| 34  | MF   | スペイン   | カルロス・グイラオ               |
| 36  | FW   | スペイン   | ジェズズ・ロドリゲス             |
| 37  | MF   | スペイン   | ダニ・ペレス                     |
| 39  | MF   | スペイン   | ヒネス・ソローチェ               |
| 40  | DF   | スペイン   | アンヘル・オルティス・モンテレイ |

| No. | Pos. |          | 選手名                           |
| --- | ---- | -------- | -------------------------------- |
| 41  | GK   | スペイン | マヌ・ゴザンレス                 |
| 42  | DF   | スペイン | パブロ・ブスト                   |
| 43  | DF   | スペイン | ルーカス・アルカザール           |
| 46  | FW   | スペイン | マテオ・フリーレス               |
| 47  | MF   | スペイン | カルロス・レイナ                 |
| 52  | FW   | スペイン | パブロ・ガルシア・フェルナンデス |
| 57  | DF   | スペイン | セルヒオ・アリバス・プリエト     |

### レンタル選手
in
注：選手の国籍表記はFIFAの定めた代表資格ルールに基づく。
| No. | Pos. |          | 選手名          |
| --- | ---- | -------- | --------------- |
| 6   | DF   | ブラジル | ナタン (ナポリ) |

| No. | Pos. |          | 選手名                                    |
| --- | ---- | -------- | ----------------------------------------- |
| 7   | FW   | ブラジル | アントニー (マンチェスター・ユナイテッド) |

out
注：選手の国籍表記はFIFAの定めた代表資格ルールに基づく。
| No. | Pos. |            | 選手名                                    |
| --- | ---- | ---------- | ----------------------------------------- |
| --  | DF   | スペイン   | ボルハ・イグレシアス (セルタ・デ・ビーゴ) |
| --  | GK   | ポルトガル | ルイ・シルヴァ (スポルティングCP)         |
| --  | FW   | スペイン   | フアンミ (ヘタフェ)                       |

| No. | Pos. |          | 選手名                                          |
| --- | ---- | -------- | ----------------------------------------------- |
| --  | FW   | スペイン | アレックス・コリャード (アル・ホロード・クラブ) |
| --  | FW   | スペイン | イケル・ロサーダ (セルタ・デ・ビーゴ)           |
| --  | DF   | スペイン | リカルド・ヴィスス (アルメレ・シティ)           |

### 永久欠番
注：選手の国籍表記はFIFAの定めた代表資格ルールに基づく。
| No. | Pos. |          | 選手名     |
| --- | ---- | -------- | ---------- |
| 26  | DF   | スペイン | ミキ・ロケ |

### スタッフ
| 役職     | 氏名                         |
| -------- | ---------------------------- |
| 監督     | マヌエル・ペレグリーニ       |
| 助監督   | ルベン・クシージャス         |
| 助監督   | フェルナンド・フェルナンデス |
| GKコーチ | トニ・ドブラス               |

## 歴代監督
| 監督                            | 在任年                                      | 備考                                                                                   |
| ------------------------------- | ------------------------------------------- | -------------------------------------------------------------------------------------- |
| マヌエル・ラモス・アセニオ      | 1911-1914, 1914-1915                        |                                                                                        |
| リチャード・H・ジョーンズ       | 1914, 1916                                  | 初代会長でもあった                                                                     |
| J・P・ブライス                  | 1917                                        |                                                                                        |
| カルメロ・ナバーロ              | 1918                                        |                                                                                        |
| バシリオ・クレメンテ            | 1918                                        |                                                                                        |
| サルバドール・リナト            | 1920                                        |                                                                                        |
| アンドレス・アランダ            | 1922, 1939-1940, 1943-1946, 1949-1952, 1965 |                                                                                        |
| ラモン・ポルラン・イ・メルロ    | 1923                                        |                                                                                        |
| アルベルト・アルバレス          | 1924                                        |                                                                                        |
| カルロス・カスタニェーダ        | 1925                                        |                                                                                        |
| キンケ                          | 1927-1930                                   | ラ・リーガ初年度参戦 (1929)                                                            |
| エミリオ・サンペーレ            | 1930-1932                                   | セグンダ優勝 (1931-32)                                                                 |
| パトリック・オコネル            | 1932-1936, 1940-1942, 1946-1947             | ラ・リーガ優勝 (1934-35)                                                               |
| セサレオ・バラガーニョ          | 1942-1943                                   |                                                                                        |
| フランシスコ・ゴメス            | 1942-1943, 1953-1955                        |                                                                                        |
| ペドロ・ソレ                    | 1944-1945                                   |                                                                                        |
| ペラル                          | 1946-1947, 1948-1949                        |                                                                                        |
| ホセ・キランテ                  | 1947-1948                                   | レアル・マドリードとバルセロナの両方に所属した初めての選手                             |
| マヌエル・オリバレス            | 1952-1953                                   |                                                                                        |
| サビーノ・バリナガ              | 1955, 1960, 1968-1969                       |                                                                                        |
| ペペ・バレーラ                  | 1955-1957, 1967-1968                        |                                                                                        |
| イトゥラスペ                    | 1957                                        |                                                                                        |
| アントニオ・バリオス            | 1957-1959, 1967, 1969-1972                  | セグンダ優勝 (1957-58, 1970-71)                                                        |
| ジョゼップ・セゲール            | 1959                                        | スペイン代表4キャップ                                                                  |
| エンリケ・フェルナンデス        | 1959-1960                                   | ウルグアイ・リーグ優勝2度 ラ・リーガ優勝3度 (バルセロナで2度、レアル・マドリードで1度) |
| フェルディナンド・ダウチーク    | 1960-1963, 1968-1969                        | ラ・リーガ優勝3度 (バルセロナで2度、ビルバオで1度)                                     |
| エルネスト・ポンス              | 1963, 1965, 1966                            |                                                                                        |
| ドメネク・バルマーニャ          | 1963-1964                                   | A・マドリードでラ・リーガ優勝                                                          |
| Louis Hon                       | 1964-1965                                   | フランス代表12キャップ                                                                 |
| Martim Francisco                | 1965-1966                                   |                                                                                        |
| ルイス・ベーリョ                | 1966-1967                                   |                                                                                        |
| セサル・レジェス                | 1967-1968                                   |                                                                                        |
| ミゲル・ゴンサレス              | 1969                                        |                                                                                        |
| エステバン・アレータ            | 1970-1972                                   |                                                                                        |
| スサ・フェレンツ                | 1972-1976                                   | セグンダ優勝 (1973-74)                                                                 |
| ラファエル・イリオンド          | 1976-1978, 1981-1982                        | コパ・デル・レイ優勝 (1977)                                                            |
| ガルシア・トライド              | 1978-1979                                   |                                                                                        |
| レオン・ラーサ                  | 1979-1980                                   |                                                                                        |
| ルイス・シド                    | 1979-1981, 1984-1986                        |                                                                                        |
| ルイス・アラゴネス              | 1981, 1997-1998                             | 元スペイン代表監督、UEFA EURO 2008優勝                                                 |
| ペドロ・ブエナベントゥーラ      | 1982, 1988-1989                             |                                                                                        |
| ドゥナイ・アンタル              | 1982                                        | ハンガリー代表31キャップ                                                               |
| マルセル・ドミンゴ              | 1982-1983                                   | フランス代表1キャップ                                                                  |
| ペペ・アルサーテ                | 1983-1985                                   |                                                                                        |
| ルイス・デル・ソル              | 1985-1987, 2001                             | ベティス下部組織出身選手 スペイン代表16キャップ                                        |
| John Mortimore                  | 1987-1988                                   | スーペル・リーガ優勝 (1976-77, 1986-87)                                                |
| エウセビオ・リオス              | 1988                                        |                                                                                        |
| カジェターノ・レ                | 1988-1989                                   | スペイン代表25キャップ                                                                 |
| フアン・コルバーチョ            | 1989                                        |                                                                                        |
| フリオ・カルデニョサ            | 1990                                        | コパ・デル・レイ優勝 (1977)                                                            |
| ホセ・ルイス・ロメーロ          | 1990-1991                                   |                                                                                        |
| ホセ・ラモン・エスナオラ        | 1991                                        | ベティス所属経験あり / GKコーチ                                                        |
| ヨゼフ・ヤラビンスキー          | 1991-1992                                   |                                                                                        |
| フェリペ・メソーネス            | 1992                                        |                                                                                        |
| ホルヘ・ダレッサンドロ          | 1992-1993                                   |                                                                                        |
| ホセ・ラモン・エスナオラ        | 1993                                        | ベティス所属経験あり / GKコーチ                                                        |
| セルギイェ・クレシッチ          | 1993-1994                                   |                                                                                        |
| ロレンソ・セラ・フェレール      | 1994-1997                                   |                                                                                        |
| アントニオ・オリヴェイラ        | 1998                                        |                                                                                        |
| ビセンテ・カンタトーレ          | 1998                                        |                                                                                        |
| ハビエル・クレメンテ            | 1998-1999                                   | 元スペイン代表監督 (1992-1998)                                                         |
| カルロス・グリグオル            | 1999-2000                                   |                                                                                        |
| フース・ヒディンク              | 2000                                        | 元チェルシー監督、ロシア代表監督など                                                   |
| ファルク・ハジベギッチ          | 2000                                        | ベティス所属経験あり、ユーゴスラビア代表61キャップ                                     |
| フェルナンド・バスケス          | 2000-2001                                   |                                                                                        |
| ファンデ・ラモス                | 2001-2002                                   | セビージャでUEFAカップ優勝 (2005-06, 2006-07)                                          |
| ビクトル・フェルナンデス        | 2002-2004, 2010                             | サラゴサでUEFAカップウィナーズカップ優勝 (1995)                                        |
| ロレンソ・セラ・フェレール      | 2004-2006                                   | 2度目の就任、コパ・デル・レイ優勝 (2005)                                               |
| ハビエル・イルレタ              | 2006                                        | デポルティーボでラ・リーガ優勝 (1999-00)                                               |
| ルイス・フェルナンデス          | 2006-2007                                   | PSGでUEFAカップウィナーズカップ優勝 (1996)                                             |
| パコ・チャパーロ                | 2007, 2008-2009                             |                                                                                        |
| エクトル・クーペル              | 2006                                        |                                                                                        |
| ホセ・マリア・ノゲス            | 2009                                        |                                                                                        |
| アントニオ・タピア              | 2009-2010                                   |                                                                                        |
| ペペ・メル                      | 2010-2013, 2014-2016                        |                                                                                        |
| フアン・カルロス・ガリード      | 2013-2014                                   |                                                                                        |
| ガブリエル・カルデロン          | 2014                                        |                                                                                        |
| フリオ・ベラスケス              | 2014                                        |                                                                                        |
| フアン・メリーノ                | 2014, 2016                                  |                                                                                        |
| グスタボ・ポジェ                | 2016                                        |                                                                                        |
| ビクトル・サンチェス            | 2016-2017                                   |                                                                                        |
| アレクシス・トルヒージョ (暫定) | 2017 2020-                                  |                                                                                        |
| キケ・セティエン                | 2017-2019                                   |                                                                                        |
| ルビ                            | 2019-2020                                   |                                                                                        |
| マヌエル・ペレグリーニ          | 2020-                                       |                                                                                        |